# Medan Polonia International Airport
Medan Polonia International Airport (indonesiska: Bandar Udara Internasional Polonia) är en flygplats i Indonesien. Den ligger i den västra delen av landet, 1 400 km nordväst om huvudstaden Jakarta. Medan Polonia International Airport ligger 34 meter över havet.
Terrängen runt Medan Polonia International Airport är platt, och sluttar norrut. Runt Medan Polonia International Airport är det mycket tätbefolkat, med 1 754 invånare per kvadratkilometer. Närmaste större samhälle är Medan, 2,9 km norr om Medan Polonia International Airport. Runt Medan Polonia International Airport är det i huvudsak tätbebyggt.